# Fritz Hollings
Fritz Hollings (Charleston, 1922. január 1. – Isle of Palms, 2019. április 6.) az Amerikai Egyesült Államok szenátora (Dél-Karolina, 1966–2005).